# FK Borec
FK Borec is een Macedonische voetbalclub uit Veles.
De club werd in 1919 opgericht en speelde in Joegoslavië lang in de regionale competitie rond Veles. In 1989 werd Borec kampioen van de Macedonische republiek. Na de onafhankelijkheid begon Borec op het hoogste niveau in de Prva Liga. In 1995 degradeerde de club maar wist in 1997 als kampioen Vtora Liga oost terug te keren. In 2001 degradeerde Borec opnieuw en zakte in 2005 naar de Treta Liga. In 2009 degradeerde de club naar het regionale vierde niveau maar wist in 2010 als kampioen direct terug te keren in de Treta Liga. In het seizoen 2013/14 kwam Borec één seizoen uit in de Vtora Liga maar wist daarna daar pas in 2017 terug te keren. In 2019 won Borec wederom de oostelijke poule van de Vtora Liga en speelt in het seizoen 2019/20 wederom in de Prva Liga.

## Eindklasseringen
| 12 |

| 14 |

| 15 |

| 2 |

| 1 |

| 7 |

| 8 |

| 9 |

| 13 |

| 12 |

| 9 |

| 11 |

| ? |

| ? |

| 7 |

| 3 |

| 9 |

| 1 |

| 14 |

| 13 |

| 1 |

| 15 |

| 5 |

| 5 |

| 2 |

| 2 |

| 1 |

| 9 |

| 8 |

| 11 |

| 16 |

| 1 |

| Prva Liga | Vtora Liga | Treta Liga | Reg. Niv. 4 |

Arsimi ·
Bashkimi ·
Belasica · 
FK Borec
Bregalnica Štip ·
Detonit · 
Kožuv · 
Makedonija · 
Novaci ·
Ohrid · 
Osogovo · 
Pobeda · 
Sasa · 
Skopje · 
Vardar Negotino ·
FK Vardarski